# Hearat Shulayim
Hearat Shulayim (Hebreeuws: הערת שוליים - Engels: Footnote) is een Israëlische film uit 2011, geschreven en geregisseerd door Joseph Cedar. De film ging in première op 14 mei op het Filmfestival van Cannes.

## Verhaal
Eliezer Shkolnik en zijn zoon Uriel zijn beiden professor in de Talmoed aan de Hebreeuwse Universiteit van Jeruzalem. De zoon is een charismatische wetenschapper, populair bij de studenten en een gekozen lid van de Israëlische Academie van Wetenschappen. Zijn vader is een purist die een diepe afkeer heeft voor alles waar de instelling voor staat, niet geliefd en gefrustreerd omdat hij geen erkenning krijgt voor zijn levenswerk. Op een dag krijgt Eliezer een telefoon van de minister van onderwijs dat hij gekozen is als laureaat voor de "Israëlische Prijs" van dat jaar. De volgende dag wordt Uriel dringend opgeroepen door het prijscomité omdat er een fout is gemaakt en niet zijn vader maar hij is gekozen als laureaat. Uriel weigert in eerste instantie de prijs maar geeft uiteindelijk toe en vraagt of hij zelf dit slechte nieuws aan zijn vader mag melden. Hij kan het echter niet over zijn hart krijgen en vraagt nogmaals aan Grossman, hoofd van het comité, om de prijs aan zijn vader toe te kennen. Hij kan onder bepaalde voorwaarden Grossman overtuigen om de prijs aan Eliezer toe te kennen maar zijn vader ontdekt voor de prijsuitreiking de waarheid.

## Rolverdeling
| Acteur           | Personage        |
| ---------------- | ---------------- |
| Shlomo Bar Aba   | Eliezer Shkolnik |
| Lior Ashkenazi   | Uriel Shkolnik   |
| Alisa Rosen      | Yehudit Shkolnik |
| Alma Zack        | Dikla Shkolnik   |
| Daniel Markovich | Josh Shkolnik    |
| Micah Lewensohn  | Yehuda Grossman  |

## Productie
De film kreeg overwegend positieve kritieken met een score van 90% op Rotten Tomatoes. en kreeg de prijs van "beste scenario" op het filmfestival van Cannes 2011. De film behaalde 11 Ophir Awards en werd genomineerd voor de Oscar voor beste niet-Engelstalige film 2012.

## Prijzen en nominaties
De belangrijkste:
| jaar | prijs                   | categorie                    | genomineerde(n)                      | uitslag     |
| ---- | ----------------------- | ---------------------------- | ------------------------------------ | ----------- |
| 2012 | Oscar                   | Beste niet-Engelstalige film | Beste niet-Engelstalige film         | Genomineerd |
| 2011 | Ophir                   | Beste film                   | Beste film                           | Gewonnen    |
| 2011 | Ophir                   | Beste acteur                 | Shlomo Bar Aba                       | Gewonnen    |
| 2011 | Ophir                   | Beste mannelijke bijrol      | Lior Ashkenazi                       | Gewonnen    |
| 2011 | Ophir                   | Beste regie                  | Joseph Cedar                         | Gewonnen    |
| 2011 | Ophir                   | Beste scenario               | Joseph Cedar                         | Gewonnen    |
| 2011 | Ophir                   | Beste cinematografie         | Yaron Scharf                         | Gewonnen    |
| 2011 | Ophir                   | Beste montage                | Einat Glaser Zarhin                  | Gewonnen    |
| 2011 | Ophir                   | Beste kostuums               | Laura Sheim                          | Gewonnen    |
| 2011 | Ophir                   | Beste geluid                 | Tuli Chen, Alex Claude, Israel David | Gewonnen    |
| 2011 | Ophir                   | Beste "art direction"        | Arad Sawat                           | Gewonnen    |
| 2011 | Ophir                   | Beste vrouwelijke bijrol     | Alma Zack                            | Gewonnen    |
| 2011 | Filmfestival van Cannes | Beste scenario               | Joseph Cedar                         | Gewonnen    |